# Pothyne subdistincta
Pothyne subdistincta là một loài bọ cánh cứng trong họ Cerambycidae.